# Denis Sundberg

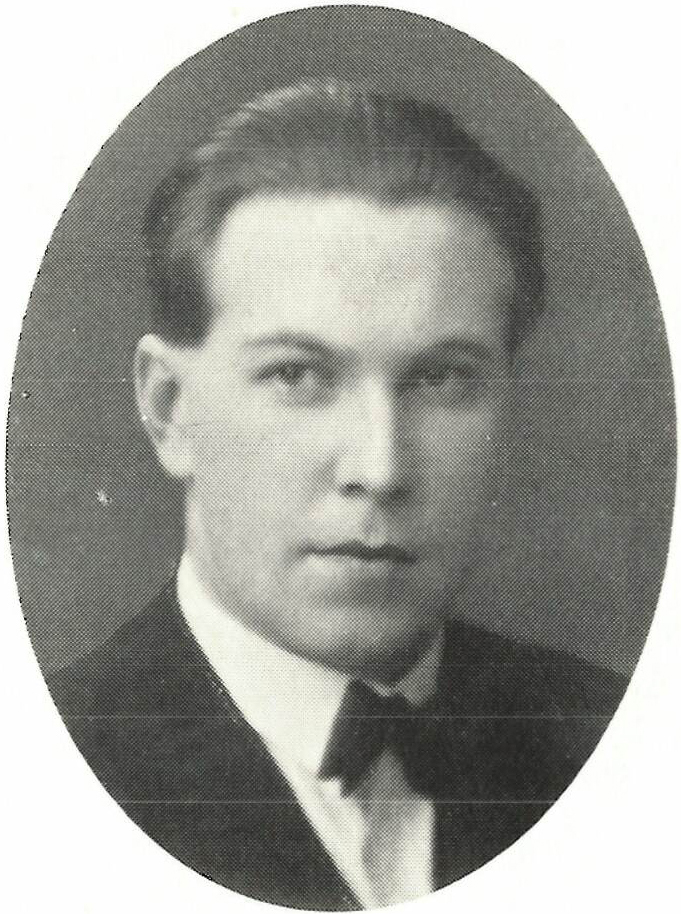
Denis Sundberg

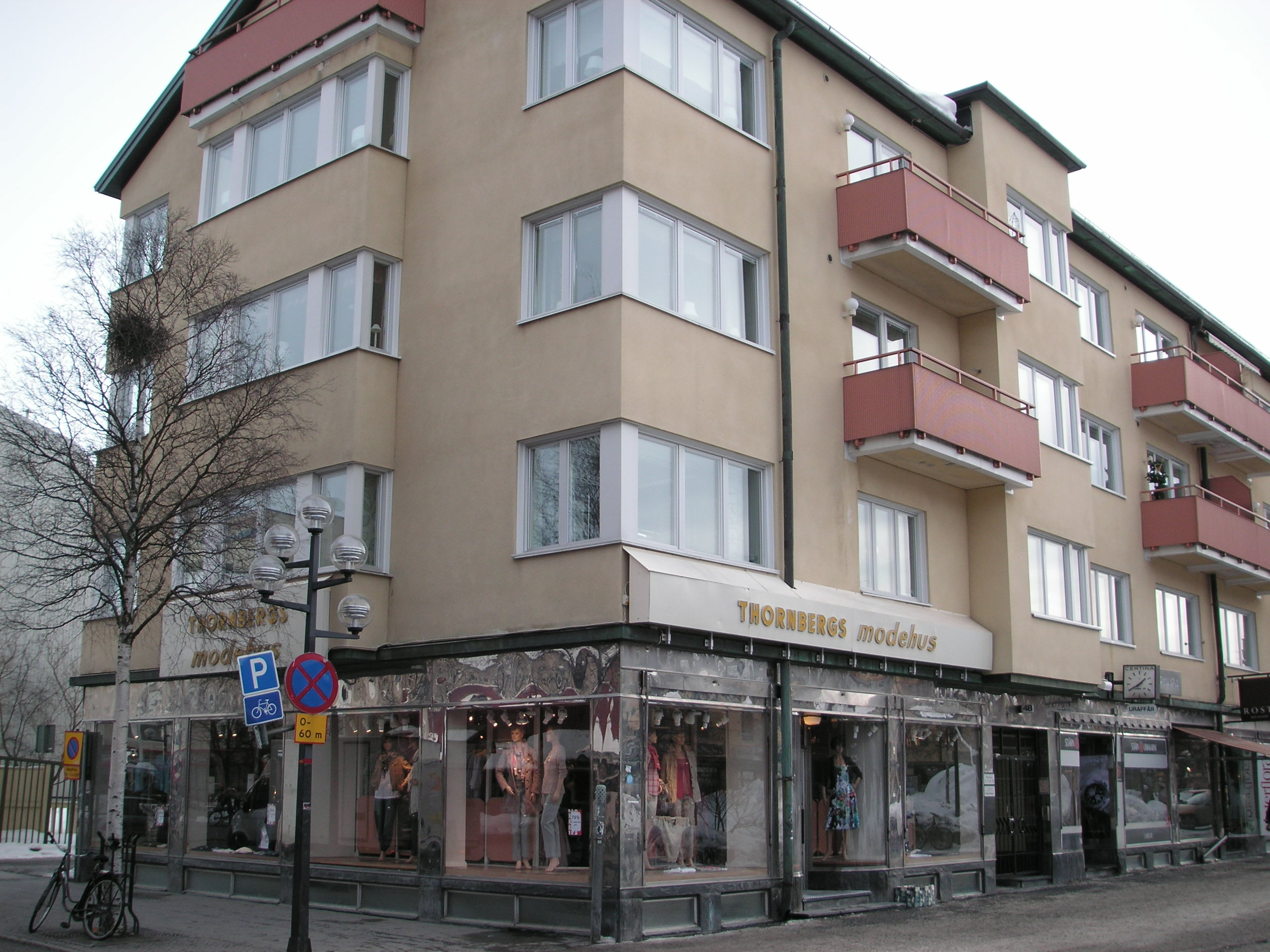
Cityhuset, även kallat "Thornbergska huset", numera rivet.

John Denis Sundberg, född 9 november 1907 i Umeå, död där 29 juli 1995, var en svensk arkitekt.
Sundberg, som var son till byggmästare Carl Sundberg och Augusta Kristina Johansson, avlade studentexamen i Umeå 1926 och utexaminerades från Kungliga Tekniska högskolan 1930. Han bedrev egen arkitektverksamhet i Umeå från 1930. Bland hans arbeten märks om- och tillbyggnad av landstatshuset i Umeå, Odeonbiografen i Umeå, administrationsbyggnad för Västerbottens läns hushållningssällskap, busscentraler i Örnsköldsvik, Umeå och Lycksele, Cityhuset i Umeå, sjukstugor i bland annat Burträsk, Nordmaling, Norsjö och Vilhelmina, centralanstalten i Brattby och tandkliniker. Han var inkvarteringschef i Västerbottens län under nordfinska evakueringen och styrelseledamot i Skandinaviska Banken i Umeå från 1947. Sundberg är begravd på Norra kyrkogården på Sandbacka i Umeå.